# 白芒铺镇
白芒铺乡，是中华人民共和国湖南省永州市道县下辖的一个乡镇级行政单位。

## 行政区划
白芒铺乡下辖以下地区：
杨家岭村、牛桥村、龙岭头村、陀仂复村、木栅村、黎家兴村、柱兴村、仁和圩村、小甲村、岩口村、西源村、马垒村、洞仂口村、精华村、邓家村、三里井村、杨家村、吴家村、彭家村、潘家村、白泥山村、湾田村、绕塘村、下洞村、白芒铺村、竹山村、何家村、野竹福村、广文铺村和黑泥山村。